# تپه دو تلون سالارآباد
تپه دو تلون سالارآباد مربوط به هزاره ۴–۵ قبل از میلاد - سده‌های متأخر دوران‌های تاریخی پس از اسلام است و در شهرستان بهبهان، بخش مرکزی، دهستان حومه، شرق روستای سالارآباد واقع شده و این اثر در تاریخ ۱ مرداد ۱۳۸۶ با شمارهٔ ثبت ۱۹۲۶۷ به‌عنوان یکی از آثار ملی ایران به ثبت رسیده است.